# Bellardia trixago
Bellardia trixago (sinónimo: Bartsia trixago) es una especie  de planta fanerógama perteneciente a la familia Orobanchaceae, antes incluida en la familia Scrophulariaceae.

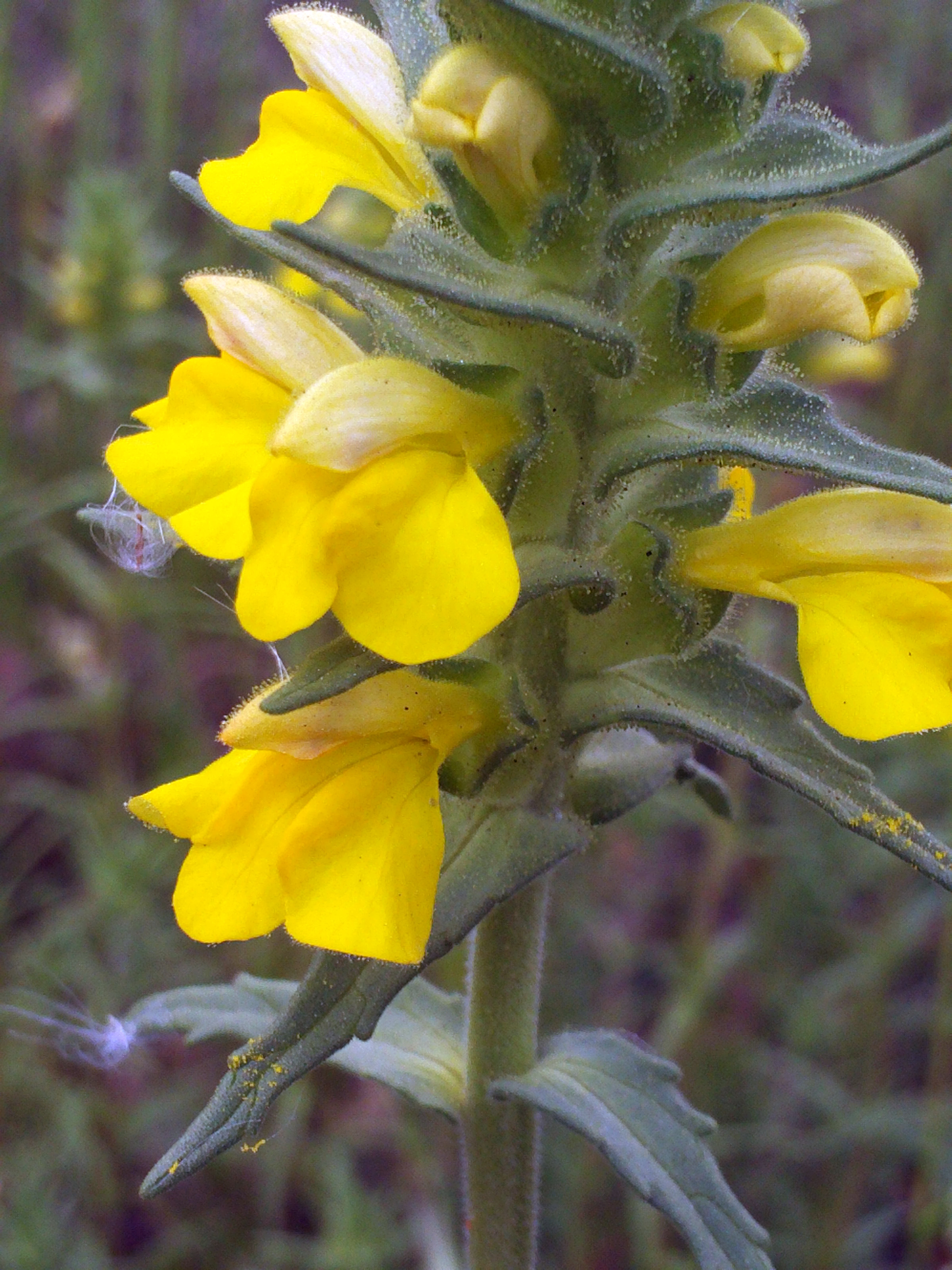
Detalle de las flores

## Descripción
Es una planta de pequeño tamaño, densamente pubescente-escabra, con pelos cortos, rara vez largos y patentes. Los tallos alcanzan un tamaño de hasta 60  cm de altura, erectos, simples o escasamente ramificados. Las hojas de hasta 60  x 12  mm, de estrechamente oblongas a linear-lanceoladas, profundamente serradas. Inflorescencias densas, glandulosas con brácteas de hasta 30 x 8  mm. La corola en forma de tubo más largo que el cáliz; con el labio superior recto, rosado; y el labio inferior blanco o amarillo.  El fruto es una cápsula de 7-8  mm, con semillas de 0,4-0,5 mm, pardo-claras casi rosadas, ligeramente reniformes. Tiene un número de cromosomas de 2n= 24. Florece de marzo a junio.

## Distribución
Se distribuye por el sur de Europa, N y E de África, SW de Asia, Macaronesia (excepto Cabo Verde), introducida en América y Australia.

## Taxonomía
Bellardia trixago fue descrita por (L.) All.  y publicado en Flora Pedemontana 1: 61. 1785.
Sinonimia
- Bartsia trixago L.
- Rhinanthus trixago L.
- Trixago apula Steven[3]